# Stoffelbach (Reppisch)
Der Stoffelbach  ist ein 1,3 Kilometer langer rechter Zufluss der Reppisch in der Gemeinde Dietikon im Kanton Zürich. Er ist der wichtigste Abfluss des Waldgebietes Honeret, in dem er ausschliesslich verläuft, und gehört neben dem Tobelbach und dem Aegertenbach zu den drei Bächen dieses Waldstückes, welche in die Reppisch münden. 
Der Bach führt in den Sommermonaten wenig Wasser und gleicht dann eher einem Rinnsal. Er verläuft bis auf zwei kurze Abschnitte, in denen er eingedolt ist, naturnah. Vom Bundesamt für Umwelt wird der Stoffelbach als Steiles, kleines Fliessgewässer des kollinen, karbonatischen Mittellands typisiert.
Der Name Stoffelbach kommt von Stoffel und bedeutet Absatz eines Berges, aber auch Stufe, was auf den Bachlauf zurückzuführen ist, welcher sich stufenmässig senkt. Früher nannte man den Bach ausserdem Tobelbach und der benachbarte heutige Tobelbach war noch namenlos. Die umliegende Flur Stoffelbrunnen wurde erstmals 1560 urkundlich erwähnt.
Nach dem Stoffelbach ist auch das angrenzende Quartier sowie ein Haltestelle der Bremgarten-Dietikon-Bahn benannt.

## Geographie

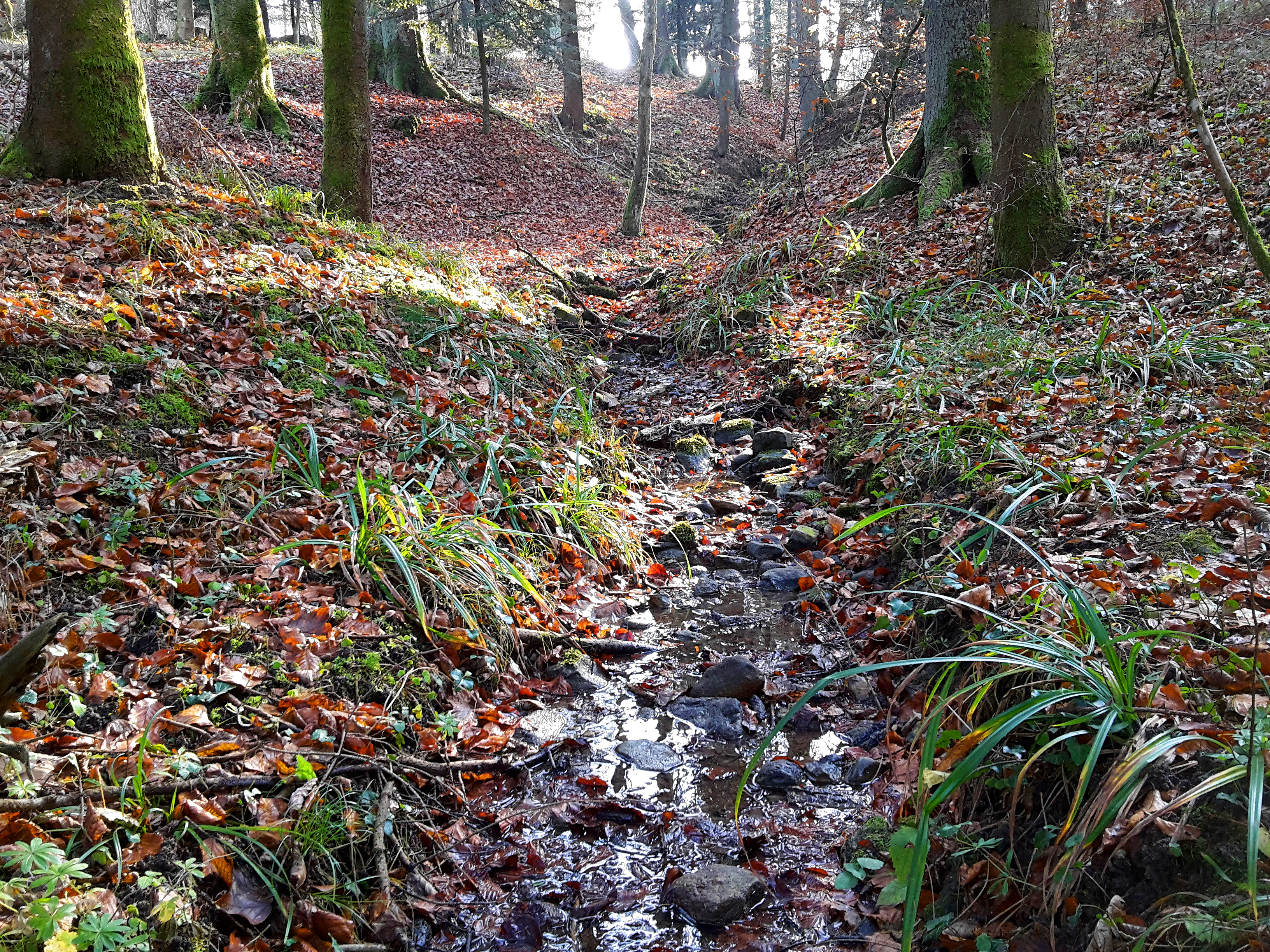
Stoffelbach kurz nach der Quelle

### Verlauf
Der Bach entspringt im Honeret etwa 450 Meter östlich der Waldhütte Lorenzhütte in einem Rohr, welches die Kreuzplatzstrasse unterquert, auf 492 m ü. M. Der Stoffelbrunnen liegt in der Waldflur Obem Züriweg, wo der alte Weg nach Zürich lang führt. Oberhalb der eigentlichen Quelle verzweigt sich der Bach in mehrere, meist wasserlose Gräben, wobei der längste etwa 270 Meter lang ist. Diese erstrecken sich westlich des Ried im Honeret, einem Flachmoor, sowie den Gräben des Tobelbachs, welche im Süden direkt angrenzen. 
Von hier fliesst er in nordöstliche Richtung und überwindet zugleich in einem kleinen Tobel mehrere Höhenmeter, ehe er nach Unterquerung der Stoffelbrunnenstrasse auf 474 m ü. M. den Allmendlibach (auch Chüeholzbach) von rechts aufnimmt. Dieser nur periodisch Wasser führende Bach entspringt im Ried am Honeret auf Urdorfer Gemeindeboden und wird dort auch Stoffelbach genannt. Der Bach durchfliesst ab hier ein kleines Tal, welches im Westen sanft bis auf 496 m ü. M. aufsteigt. Der Hang im Osten, welcher Sonnenrain genannt wird, ist nur wenig steiler und erreicht beim Buechholz eine Höhe von 500 m ü. M.
Nach der Einmündung des Allmendlibachs wendet sich der Bach gegen Nordwesten und durchfliesst die Waldflur Stoffelbrunnen im nördlichen Teil des Honeret. Dem Bach folgt nun mit einem kurzen Abstand linksseitig die Stoffelbrunnenstrasse und rechtsseitig etwas höher am Hang gelegen die Sonnenbrunnenstrasse. Auf diesem Abschnitt wird der Bach nur einmal gequert von einer kleinen, hölzernen Fussgängerbrücke. Gleich danach erreicht er die Siedlungsgrenze, wo er etwa 10 Meter innerhalb des Waldrandes verläuft.
Er unterquert eingedolt die Gleise der Bremgarten-Dietikon-Bahn sowie die Bernstrasse, welche hier als Hauptstrasse 1 ausgewiesen ist, und bildet nun das tiefste Tobel seines Bachlaufes. Bei der Querung der Waldstrasse Eichelwaldstrasse ist dieses Tobel für ca. 35 Meter aufgeschüttet und der Bach verläuft in einem Rohr. An dessen Ende folgt ein 60 Zentimeter hoher Absturz aus Beton. Nur wenig später nimmt er von rechts den Lotterbach auf, welcher auf seinem ganzen Bachlauf eingedolt verläuft. Er weicht hier nun vom Waldrand ab und fliesst gegen Westen, wo er in der Flur Langmatt nach einem 3,5 Meter hohen Wasserfall auf 406 m ü. M. in den Unterlauf der Reppisch mündet.

### Einzugsgebiet
Das ungefähr 0,45 Quadratkilometer grosse Einzugsgebiet ist fast vollständig bewaldet, nur der Zufluss Lotterbach durchquert Siedlungsgebiet. Der höchste Punkt liegt auf 520 m ü. M., die höchste benannte Erhebung ist das 500 m ü. M. Hohe Buechholz. Zum Einzugsgebiet gehört auch das Flachmoor Ried im Honeret in Urdorf direkt an der Gemeindegrenze zu Dietikon, welches überkommunale Bedeutung besitzt. Teile davon sind als Waldreservat geschützt.
Im Norden und Osten liegt das Einzugsgebiet des Schäflibachs, welcher in die Limmat entwässert und im Westen das des etwas längeren Tobelbachs, welcher ebenfalls in die Reppisch mündet.

### Zuflüsse
- Allmendlibach (auch Chüeholzbach genannt), von rechts und Osten auf 474 m ü. M. kurz nach der Stoffelbach-Quelle, 0,34 km lang und ca. 0,05 km²[3]. Entspringt dem Flachmoor Ried im Honeret auf etwa 494 m ü. M. und führt nur periodisch Wasser. In den Unterlauf mündet ein unkartierter Bach, welcher ebenfalls nur periodisch Wasser führt.[6]
- Lotterbach, von rechts und Nordosten auf 418 m ü. M. nach der Querung der Eichelwaldstrasse, 0,47 km lang und ca. 0,1 km²[3]. Entspringt am Waldrand des Honeret unterhalb des Reservoir Sonnenrain auf 449 m ü. M. und durchquert eingedolt das Dietiker Quartier Stoffelbach. Der Bach floss früher offen durch die Felder der Fluren Mösli, welche heute Stoffelbach heisst, Lachen und Oberfeld, ehe er im Oberdorf in die Reppisch mündete. Bis 1954 floss er offen durch die schon damals bestehenden Quartiere Rose und Lachen.

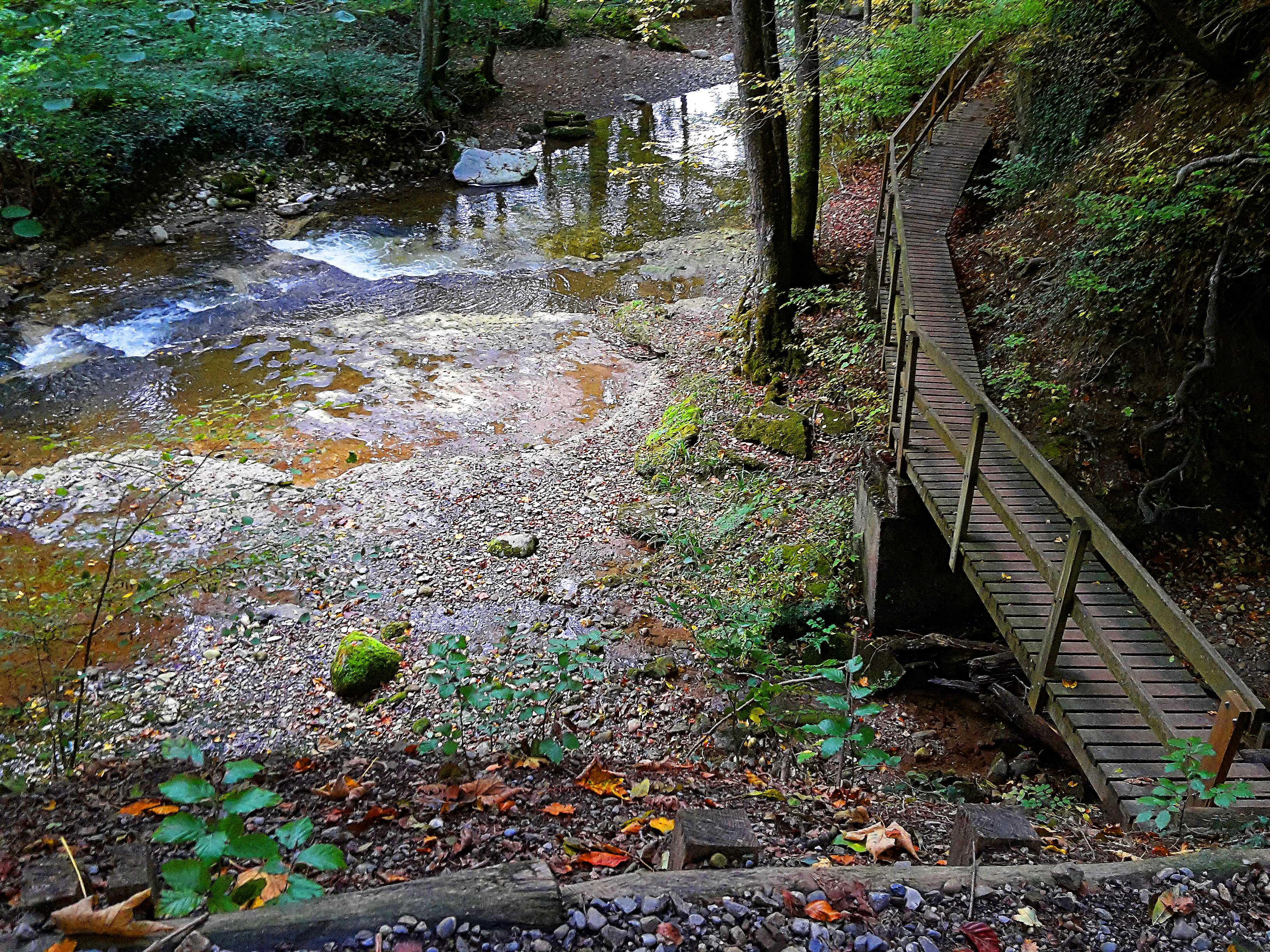
Mündung des Stoffelbachs im Oktober bei wenig Wasser

## Geologie
Der Bach hat sich in seinem Oberlauf und in teilen seines Unterlauf in quartäres Würm-Moränensediment bestehend aus Ton, Silt und Sand gefressen. An der Einmündung des Allmendlibachs findet man im Tertiär entstandene Obere Süßwassermolasse und an der Mündung solche aus dem Tortonium.

## Flora
Der Stoffelbach durchfliesst meistens (typischen) Waldmeister-Buchenwald, im oberen Bachabschnitt mit Lungenkraut, im unteren mit Wald-Ziest. An seinem Oberlauf kommt auch der Aronstab-Buchenwald vor, sein ganzer Unterlauf hingegen ist geprägt von Ahorn-Eschenwald mit Bingelkraut.

## Bilder

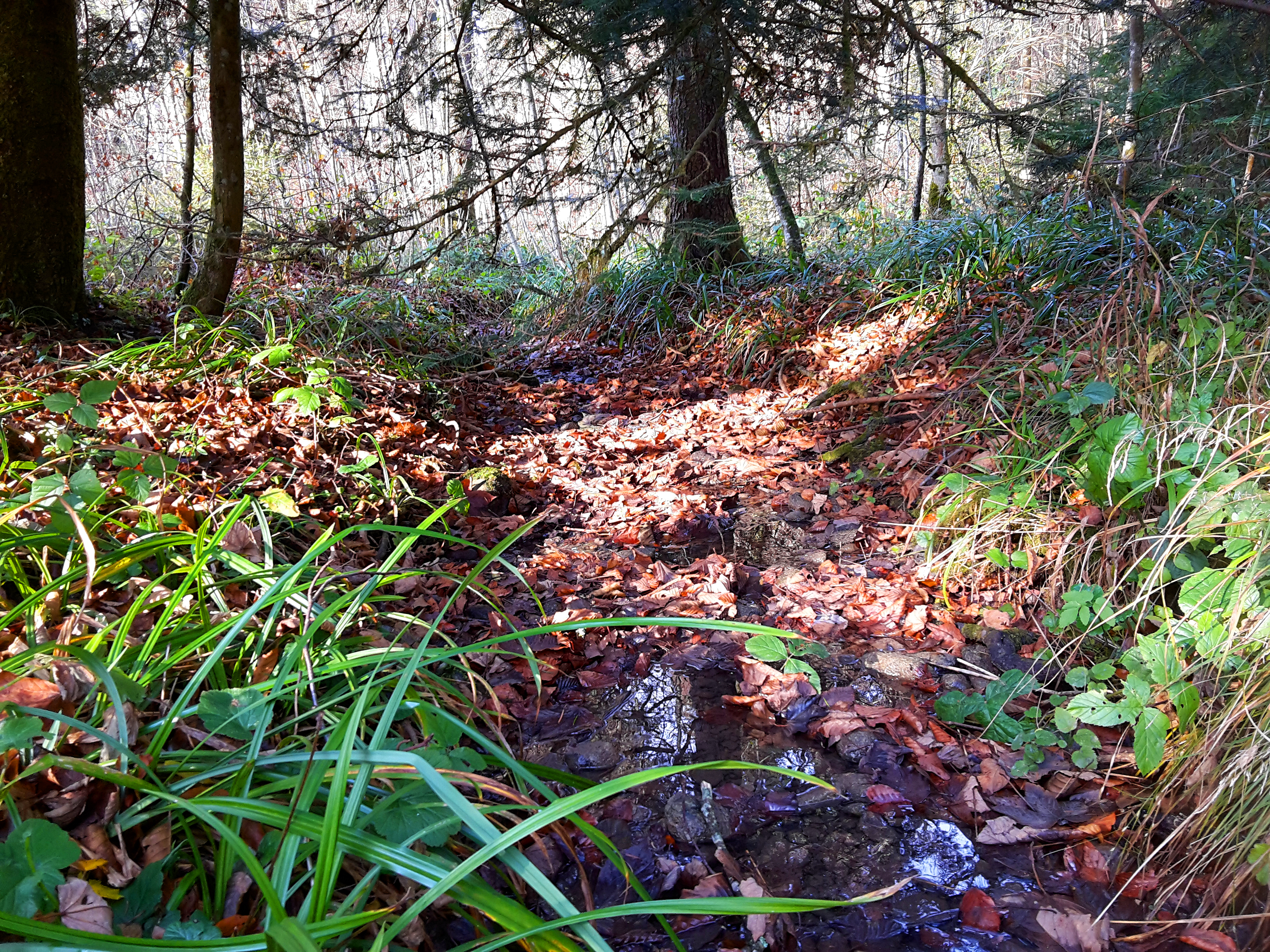
Oberlauf des Stoffelbachs nach Einmündung des Allmendlibachs
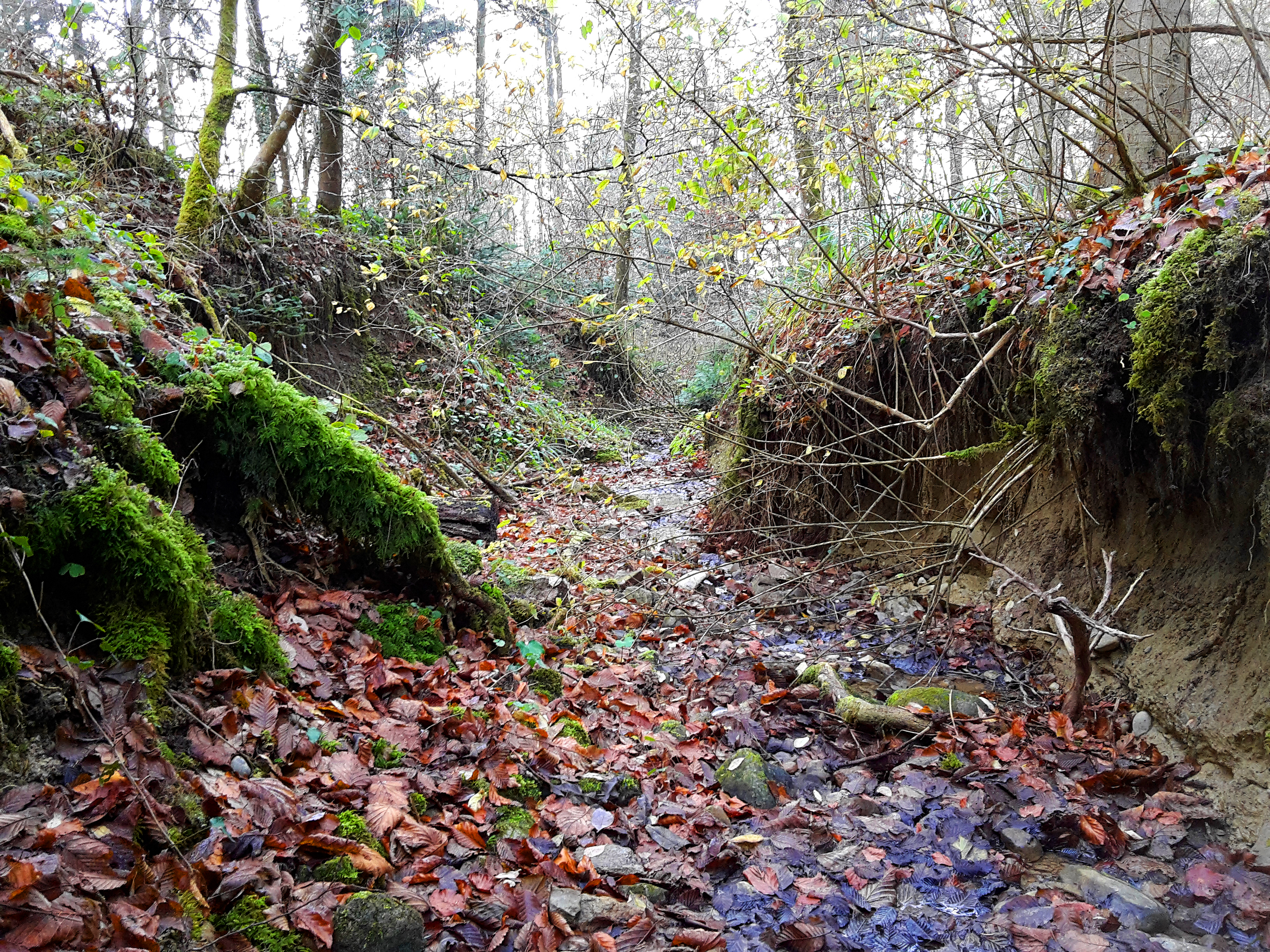
Mittellauf des Stoffelbachs
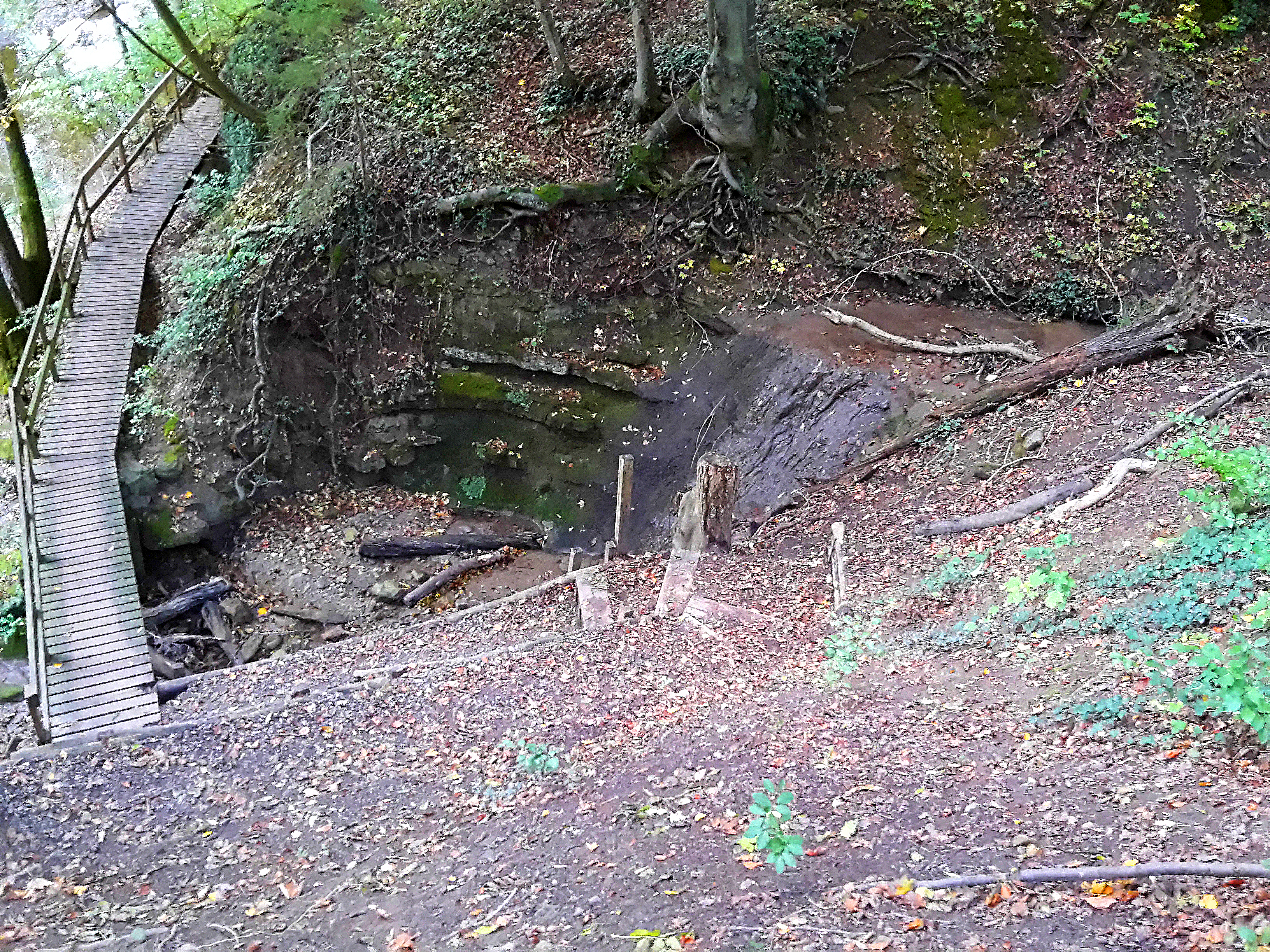
Gleicher Wasserfall im Oktober
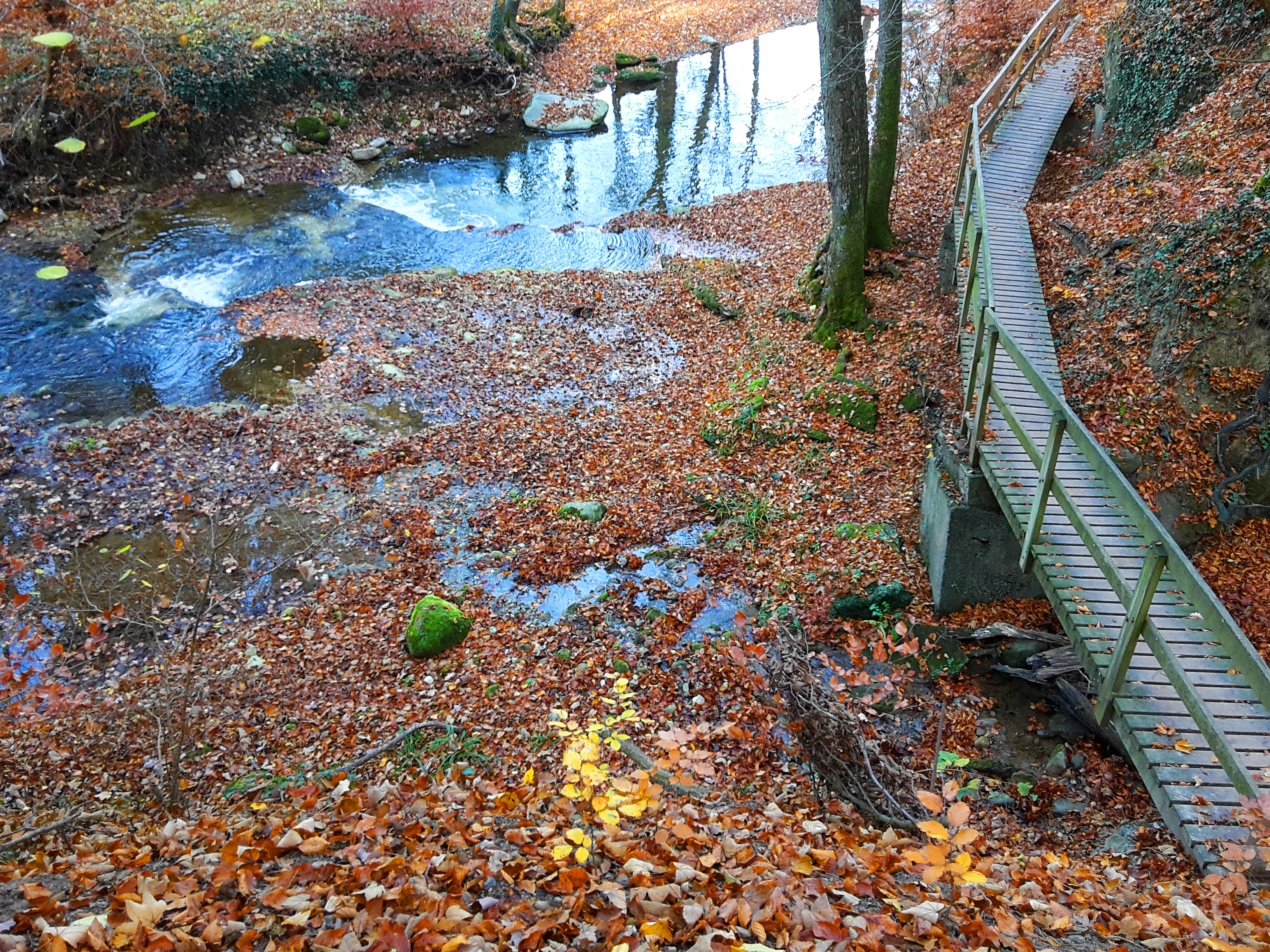
Mündung im November